# Sewrin
Pour les articles homonymes, voir Bassompierre.
Charles-Augustin Bassompierre, dit Sewrin, est un auteur dramatique et goguettier français, né à Metz le 9 octobre 1771 et mort à Paris le 22 avril 1853,,. Auteur de comédies, opéras-comiques, vaudevilles et chansons, il fut aussi librettiste de François Adrien Boieldieu, Ferdinand Hérold et Luigi Cherubini.

## Biographie
Charles-Augustin Bassompierre naît le 9 octobre 1771, à Metz, une place forte française des Trois-Évêchés. Le jeune Charles-Augustin gagne Paris peu après la Révolution. En 1802, il est l'un des onze chansonniers nommément cités, avec trois musiciens, comme faisant partie de la goguette Les Déjeuners des garçons de bonne humeur. Auteur prolifique, il écrit de 1793 à 1825 des livrets pour des opéras-comiques, des vaudevilles, des comédies et des impromptus, seul ou en collaboration avec notamment René de Chazet et Dumersan, ainsi que des poèmes et des romans. Nommé secrétaire-archiviste de l'hôtel des Invalides sous la Restauration, il perd sa place en 1830.
Charles-Augustin Bassompierre meurt à Paris le 22 avril 1853 et est inhumé au cimetière du Montparnasse.
Chevalier dans l'ordre de la Légion d'honneur, il a pour épouse Louise Julie des Acres de l'Aigle (1787-1845),,. De ce mariage est issue Marie Louise Augustine Espérance, épouse d'Antoine René de Perier (1800-1880).

## Œuvre
Opéras
- L'École de village, opéra-comique en un acte, musique de Jean-Pierre Solié, créé à l'Opéra-Comique (salle Favart) le 10 mai 1793
- La Moisson, opéra-comique en deux actes, musique de Jean-Pierre Solié, créé à l'Opéra-Comique (salle Favart) le 5 septembre 1793
- Le Plaisir et la Gloire, opéra-comique en un acte, musique de Jean-Pierre Solié, créé à l'Opéra-Comique (salle Favart) le 30 nivôse an II (19 janvier 1794)
- La Chasse aux loups, opéra-comique en un acte, créé au théâtre de la Cité-Variétés le 6 floréal an V (25 avril 1797)
- Le Maçon, opéra-comique en un acte, musique de Louis-Sébastien Lebrun, créé au théâtre Feydeau le 14 frimaire an VIII (5 décembre 1799)[8]
- Le Locataire, opéra en un acte, musique de Pierre Gaveaux, créé à l'Opéra-Comique (salle Favart) le 6 juillet 1800
- François Ier ou la Fête mystérieuse, comédie lyrique en trois actes, coécrite avec René de Chazet, musique de Rodolphe Kreutzer, créée à l'Opéra-Comique (théâtre Feydeau) le 14 mars 1807
- L'Opéra au village, opéra-comique en un acte, musique de Jean-Pierre Solié, créé à l'Opéra-Comique  (théâtre Feydeau) le 30 juillet 1807
- Jadis et aujourd'hui, opéra-comique en un acte, musique de Rodolphe Kreutzer, créé à l'Opéra-Comique  (théâtre Feydeau) le 3 octobre 1808
- Le Crescendo, opéra-comique en un acte, musique de Luigi Cherubini, créé à l'Opéra-Comique (théâtre Feydeau) le  1er septembre 1810
- Le Forgeron de Bassora, opéra-comique en deux actes, musique de Charles-Frédéric Kreubé, créé à l'Opéra-Comique (théâtre Feydeau) le 14 octobre 1813
- L'Héritier de Paimpol, opéra-comique en trois actes, musique de Nicolas-Charles Bochsa, créé à l'Opéra-Comique (théâtre Feydeau) le 29 décembre 1813
- La Fête du village voisin, opéra-comique en trois actes, musique de François-Adrien Boieldieu, créé à l'Opéra-Comique (théâtre Feydeau) le 5 mars 1816
- Valentin, opéra-comique en deux actes, musique de Henri Montan Berton, créé à l'Opéra-Comique (théâtre Feydeau) le 10 décembre 1819
- Le Roi René ou la Provence au quinzième siècle, opéra-comique en deux actes coécrit avec Gabriel-Alexandre Belle, musique de Ferdinand Hérold, créé à l'Opéra-Comique (salle Favart) le 24 août 1824

Théâtre
- Julia ou les Souterrains du château de Mazzini, mélodrame en 3 actes et en prose, créé au théâtre des Jeunes-Artistes en frimaire an VII (décembre 1798)
- Les Mariniers de Saint-Cloud, impromptu, crée à l'Opéra-Comique (salle Favart), le 22 brumaire an VIII (13 novembre 1799)
- La Leçon conjugale, comédie en trois actes coécrite avec René de Chazet, créée le 5 novembre 1804
- La Laitière de Bercy, vaudeville en deux actes coécrit avec René de Chazet, créé au théâtre du Vaudeville le 23 février 1805
- Lundi, mardi et mercredi, vaudeville en trois actes coécrit avec René de Chazet, créé au théâtre des Variétés le  16 juin 1806
- Les Petites Marionnettes ou la Loterie, vaudeville en un acte coécrit avec René de Chazet, créé au théâtre du Palais-Royal le  27 septembre 1806
- La Famille des innocents ou Comme l'amour vient, comédie en un acte mêlée de vaudevilles coécrite avec René de Chazet, créée au théâtre du Palais-Royal le 26 janvier 1807
- La Famille des lurons, vaudeville en un acte coécrit avec René de Chazet, créé au théâtre du Vaudeville le 13 juillet 1807
- Pauvre Jacques, comédie en trois actes et en prose mêlée de vaudevilles coécrite avec René de Chazet, créée au théâtre du Vaudeville le 31 octobre 1807
- Romainville ou la Promenade du dimanche, vaudeville en un acte coécrit avec René de Chazet, créé au théâtre des Variétés le  30 novembre 1807
- Anna ou les Deux Chaumières, comédie en un acte et en prose mêlée de chants, créée à l'Opéra-Comique (théâtre Feydeau) le 20 février 1808
- Ordre et Désordre, comédie en trois actes coécrite avec René de Chazet, créée le 26 mars 1808
- Les Acteurs à l'épreuve, vaudeville épisodique en un acte coécrit avec René de Chazet, créé au théâtre des Variétés le 7 juin 1808
- Lagrange-Chancel, vaudeville en un acte coécrit avec René de Chazet, créé au théâtre des Variétés le  22 novembre 1808
- Coco Pépin, vaudeville en un acte coécrit avec René de Chazet, créé au théâtre des Variétés le 29 décembre 1809
- Une soirée de carnaval, vaudeville en un acte, créé au théâtre des Variétés le 12 février 1810 pour le carnaval[9]
- Le Petit Pêcheur, vaudeville en un acte coécrit avec Dumersan, créé au théâtre des Variétés le 8 août 1810
- Grivois la malice, vaudeville en un acte créé au théâtre des Variétés le  14 août 1810
- La Fiancée du pays de Caux ou les Normands vengés, comédie en un acte, créée au théâtre des Variétés le 23 janvier 1811
- Les Habitants des Landes, vaudeville en un acte créé au théâtre des Variétés le  21 octobre 1811
- L'Homme sans façon ou les Contrariétés, opéra-comique en trois actes, musique de Rodolphe Kreutzer, créé à l'Opéra-Comique (théâtre Feydeau) le 7 janvier 1812
- Jocrisse corrigé ou la Journée aux accidents, comédie en un acte, créée au théâtre des Variétés le  21 septembre 1812
- Les Intrigues de la Rapée, vaudeville en un acte coécrit avec Dumersan et Merle, créé au théâtre des Variétés en 1813
- Les Deux Magots de la Chine, vaudeville en un acte, créé au théâtre des Variétés le 12 janvier 1813
- La Vivandière, vaudeville en un acte, créé au théâtre des Variétés le  23 avril 1813
- Les Anglaises pour rire, ou la Table et le Logement, comédie en un acte coécrite avec Dumersan, créée au théâtre des Variétés le 26 décembre 1814
- Les Amours du port au blé, comédie grivoise en un acte, coécrite avec Dumersan, créée au théâtre des Variétés le 14 juin 1820
- Maître Blaise, vaudeville en deux actes coécrit avec Maurice Ourry, créé au théâtre du Vaudeville le 27 novembre 1820
- La Femme du sous-préfet, vaudeville en un acte coécrit avec Moreau créé au théâtre du Gymnase-Dramatique le 18 janvier 1821
- Le Comédien d’Étampes, vaudeville en un acte coécrit avec Moreau créé au théâtre du Gymnase-Dramatique le 23 janvier 1821
- Pierre, Paul et Jean, vaudeville en deux actes coécrit avec Maurice Ourry, créé au théâtre du Vaudeville le 3 novembre 1821
- La Leçon de danse et d'équitation, vaudeville en un acte coécrit avec Nicolas Gersin, créé au théâtre des Variétés le 13 décembre 1821
- Kabri le sabotier, vaudeville en un acte, créé au théâtre de la Porte-Saint-Martin le 23 janvier 1822
- Le Garde-moulin, vaudeville coécrit avec Moreau, créé au théâtre du Gymnase-Dramatique le 28 janvier 1822
- Rataplan ou le Petit Tambour, vaudeville en un acte coécrit avec Augustin Vizentini, créé au théâtre du Vaudeville le 25 février 1822
- Amélie ou le Chapitre des contrariétés, comédie-vaudeville en deux actes, créée au théâtre du Vaudeville le 2 juillet 1822
- Les Mauvaises Têtes, vaudeville en un acte coécrit avec Maurice Ourry, créé au théâtre du Vaudeville  le 6 janvier 1823
- Nicolas Rémi, vaudeville en deux actes, créé au théâtre du Vaudeville  le 24 mai 1823
- Les Femmes de chambre, vaudeville en un acte, créé au théâtre du Vaudeville  le 21 juin 1823
- L'Atelier de peinture, tableau-vaudeville en un acte coécrit avec Léonard Tousez, créé au théâtre du Gymnase-Dramatique le 31 octobre 1823
- Catherine, vaudeville en un acte coécrit avec Dumersan, créé au théâtre des Variétés le 28 octobre 1824
- La Chambre de Suzon, comédie en un acte mêlée de couplets, coécrite avec Carmouche et Dumersan, créée au théâtre des Variétés le 15 décembre 1825[10]
- Les Amours du port au blé (2e version), comédie-vaudeville en un acte, coécrite avec Dumersan, créée au théâtre du Palais-Royal le 28 octobre 1831
- Le Lithographe, vaudeville en un acte coécrit avec Léonard Tousez
- Le Chevalier d'honneur, vaudeville en un acte coécrit avec Léonard Tousez et Nicolas Gersin
- Riquet à la houppe, vaudeville-féerie en un acte et trois tableaux coécrit avec Nicolas Brazier

Littérature
- La Famille des menteurs, « ouvrage véridique », Masson, Paris, 1802 (lire en ligne)
- Histoire d'un chien, écrite par lui-même et publiée par un homme de ses amis, « ouvrage critique, moral et philosophique », Masson, Paris, 1802 (lire en ligne)
- Histoire d'une chatte, écrite par elle-même et publiée par un homme de ses amis, Masson, Paris, 1802.
- Brick-Bolding
- La Première Nuit de mes noces

Source : Gallica